# 建瓯碘泡虫
建瓯碘泡虫（学名：Myxobolus jianouensis）为碘泡科碘泡虫属的动物。在中国，分布于福建等，营寄生生活，寄生在扁尾薄鳅的鳃。